# Pilar González
Pilar González Modino (Mèrida, Extremadura, 25 juliol de 1962) és una política espanyola, secretària general del Partit Andalusista entre 2008 i 2012. Al setembre d'aquest any, després de la seva sortida del Partit Andalusista va impulsar l'associació política ressò andalusista Primavera Andalusa.

## Biografia
Llicenciada en Geografia i Història per la Universitat de Sevilla. Va ingressar en el Partit Andalusista en 1995. Va ser secretària de l'Agrupació Sud de Sevilla, membre de la Mesa del Consell Andalusista de Govern i secretària provincial de Comunicació. També va ser regidora del PA a l'Ajuntament de Sevilla (2004-2005).
Cap de Gabinet de la Conselleria de Turisme i Esport de la Junta d'Andalusia. Parlamentària al Parlament d'Andalusia, així com a portaveu del grup parlamentari del PA entre 2005 i 2008.